# Кашин, Иван Андреевич
Иван Андре́евич Ка́шин (род. 2 января 1937, деревня Сахаровка, Елецкий район, Воронежская область, РСФСР, СССР) — советский лётчик, командир пассажирского воздушного судна Як-40 Гражданского воздушного флота СССР, старший лейтенант запаса. Герой Советского Союза (1973).

## Биография
Иван Кашин родился 2 января 1937 года в деревне Сахаровка Елецкого района Воронежской области (с 1954 Липецкая область).
В 1957 году после окончания Сасовского лётного училища гражданской авиации работал в авиаотряде «Аэрофлота» (Брянск).

Иван Кашин являлся командиром пассажирского воздушного судна Як-40 (рейс Москва — Брянск), захваченного террористами 2 ноября 1973 года. Во время захвата самолёта он успел подать сигнал бедствия, после чего хладнокровно и мужественно реагировал на требования террористов. В экстремальных погодных условиях, совершил вынужденную посадку в Москве, где самолёт был взят штурмом. Террористы были нейтрализованы, а экипаж и пассажиры самолёта — спасены.
19 декабря 1973 года Указом Президиума Верховного Совета СССР («закрытым») за героизм, мужество и высокое лётное мастерство, проявленные при исполнении служебных обязанностей, Ивану Андреевичу Кашину было присвоено звание Героя Советского Союза. Этим же указом высокого звания был удостоен старший лейтенант милиции Александр Попрядухин — непосредственный участник операции по нейтрализации террористов.

## Признание заслуг
В 2017 году Иван Андреевич Кашин был удостоен звания Почётного гражданина города Брянска
Имя Ивана Андреевича Кашина было присвоено Дятьковскому Кадетскому корпусу авиации.

### Правительственные награды и звания
- Герой Советского Союза (1973);
- Орден Ленина (1973)[4];
- Медаль «Золотая Звезда» (1973, медаль № 10742)[4][13].